# Provinciale weg 491
De 3,9 kilometer lange provinciale weg N491 loopt in de Hoeksche Waard tussen Maasdam en Strijen en vormt de belangrijkste toegangsweg voor Strijen.
De weg splitst zich in Maasdam van de N217 af en loop tot midden in het dorp Strijen. De weg wordt het gehele traject – met uitzondering van het stukje van de rotonde met de N217 tot aan de rotonde met de Smidsweg – aangeduid als Trambaan. Deze straatnaam komt vervolgens weer van het oude tramlijntje dat er voorheen liep.
N23 · N194 · N196 · N197 · N198 · N199 · N200 · N201 · N202 · N203 · N204 · N205 · N206 · N207 · N208 · N209 · N210 · N211 · N212 · N213 · N214 · N215 · N216 · N217 · N218 · N219 · N220 · N221 · N222 · N223 · N224 · N225 · N226 · N227 · N228 · N229 · N230 · N231 · N232 · N233 · N234 · N235 · N236 · N237 · N238 · N239 · N240 · N241 · N242 · N243 · N244 · N245 · N246 · N247 · N248 · N249 · N250 · N307

N401 · N402 · N403 · N404 · N405 · N406 · N407 · N408 · N409 · N410 · N411 · N412 · N413 · N414 · N415 · N416 · N417 · N418 · N419 · N420 · N421 · N439 · N440 · N441 · N442 · N443 · N444 · N445 · N446 · N447 · N448 · N449 · N450 · N451 · N452 · N453 · N454 · N455 · N456 · N457 · N458 · N459 · N460 · N461 · N462 · N463 · N464 · N465 · N466 · N467 · N468 · N469 · N470 · N471 · N472 · N473 · N474 · N475 · N476 · N477 · N478 · N479 · N480 · N481 · N482 · N483 · N484 · N487 · N488 · N489 · N490 · N491 · N492 · N493 · N494 · N495 · N496 · N497 · N498 · N501 · N502 · N503 · N504 · N505 · N505 (Andijk) · N506 · N507 · N508 · N509 · N510 · N511 · N512 · N513 · N514 · N515 · N516 · N517 · N518 · N519 · N520 · N521 · N522 · N523 · N524 · N525 · N526 · N527 · N806 · N830 · N848

Cursief vermelde wegen zijn voormalige Provinciale wegen